# WTA Chennai

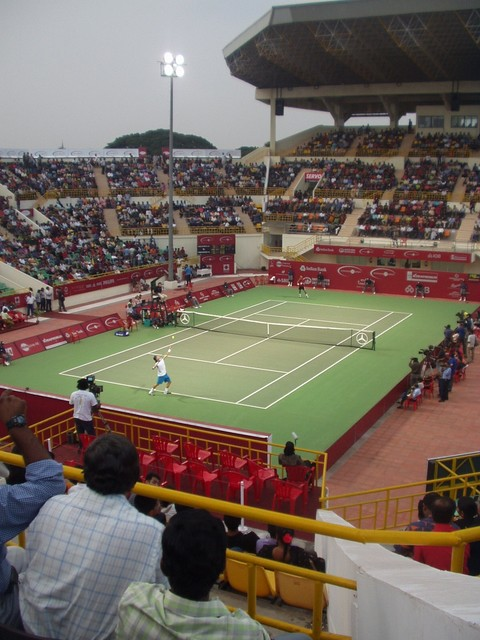
SDAT Tennis Stadium (2005)

Das WTA Chennai (offiziell: Chennai Open) ist ein Tennisturnier der Kategorie WTA 250 der WTA Tour, das in Chennai erstmals im September 2022 ausgetragen wurde.
Spielstätte für das Turnier in Chennai ist der SDAT Tennis Stadium, das eine Kapazität von 5.800 Sitzplätzen bietet.

## Siegerliste

### Einzel
| Jahr               | Siegerin          | Finalgegnerin | Ergebnis      |
| ------------------ | ----------------- | ------------- | ------------- |
| ↓ Kategorie: 250 ↓ |                   |               |               |
| 2022               | Linda Fruhvirtová | Magda Linette | 4:6, 6:3, 6:4 |

### Doppel
| Jahr               | Siegerinnen                      | Finalgegnerinnen                | Ergebnis |
| ------------------ | -------------------------------- | ------------------------------- | -------- |
| ↓ Kategorie: 250 ↓ |                                  |                                 |          |
| 2022               | Gabriela Dabrowski Luisa Stefani | Anna Blinkowa Natela Dsalamidse | 6:1, 6:2 |